# 蒙蒂尼 (谢尔省)
蒙蒂尼（法語：Montigny，法語發音：[mɔ̃tiɲi] ⓘ）是法国谢尔省的一个市镇，属于布尔日区。

## 地理
蒙蒂尼（47°14'22"N, 2°40'52"E）面积28.65 平方千米，位于法国中央-卢瓦尔河谷大区谢尔省，该省份为法国中部省份，北起卢瓦雷省，西接卢瓦-谢尔省和安德尔省，南至克勒兹省，东南接阿列省，东临涅夫勒省。
与蒙蒂尼接壤的市镇（或旧市镇、城区）包括：阿济、安布利尼、雅洛涅、讷维德克洛谢、里扬、圣塞奥尔、沃格。

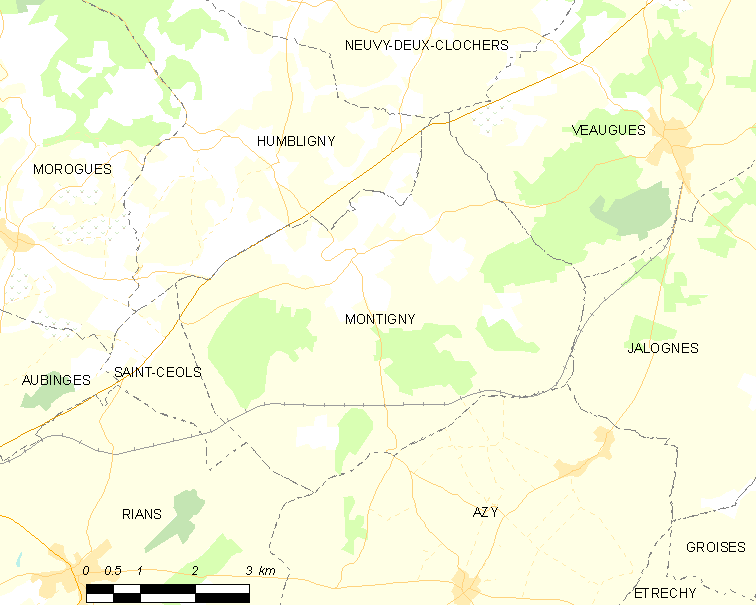
的OSM定位图

蒙蒂尼的时区为UTC+01:00、UTC+02:00（夏令时）。

## 行政
蒙蒂尼的邮政编码为18250，INSEE市镇编码为18151。

## 政治
蒙蒂尼所属的省级选区为圣日耳曼迪皮县。

## 人口

1962-2008年间人口变化图示

蒙蒂尼于2022年1月1日时的人口数量为323人。